# Étienne François Panis
Pour les articles homonymes, voir Panis.
Étienne François Panis est un homme politique français né le 1er mars 1791 à Paris où il est décédé le 6 décembre 1852.
Fils d’Étienne-Jean Panis, il est marchand de bois à Paris. Juge au tribunal de commerce de la Seine, chef de bataillon de la garde nationale, il est député de la Seine de 1831 à 1837, siégeant dans le tiers-parti.

## Sources
- « Étienne François Panis », dans Adolphe Robert et Gaston Cougny, Dictionnaire des parlementaires français, Edgar Bourloton, 1889-1891 [détail de l’édition]